# Подарунок

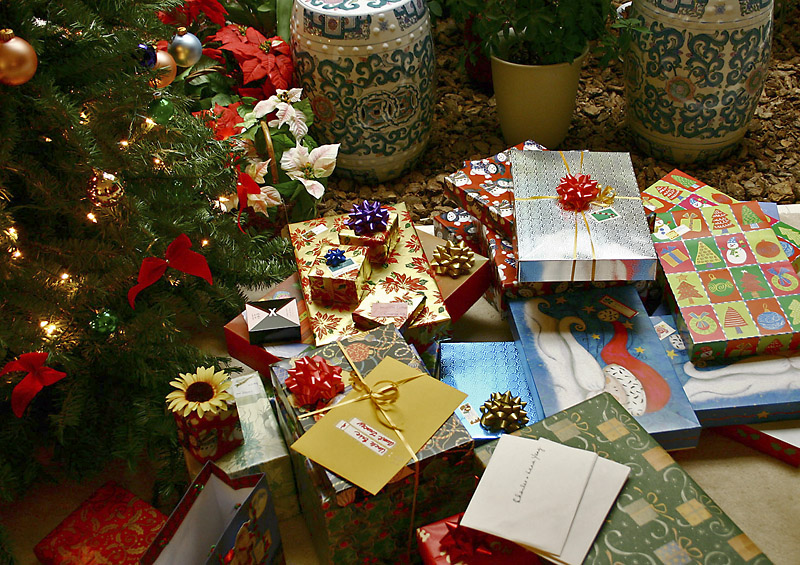
Подарунки під ялинкою

Подарунок — це річ, яку дарувальник за власним бажанням безплатно віддає у володіння іншої особи з метою задовольнити її вподобання. Слово «подарунок» за смисловим значенням схожий з такими поняттями як «дар» та «пожертва». Також — рале́ць (подарунок, або хабар у вигляді подарунка).
Подарунок (дарунок) — предмет дарування.
Однак, вручення подарунка все ж пов'язане із відповідною нагодою: певною подією, звичаєм або святом. Подарункові нагоди бувають різноманітними:
- звичаї та свята (День народження, ювілей, Новий рік, Весілля, День святого Валентина, день Святого Миколая, Різдво);
- вираження вдячності, подяки;
- демонстрація любові чи дружби;
- прояв співчуття;
- вираження співчуття.

## Приказки
|  | Дарованому коню в зуби не дивляться |